# Johann Klein (Politiker, 1874)
Johann Klein (* 20. August 1874 in Vorbachzimmern; † 22. Mai 1956 in Bad Mergentheim) war ein deutscher Landwirt und Politiker (WBWB, CDU).

## Leben
Klein war als Landwirt und Winzer in Vorbachzimmern ansässig. Als Abgeordneter des Württembergischen Bauern- und Weingärtnerbunds (WBWB) gehörte er von 1920 bis 1932 dem Landtag des freien Volksstaates Württemberg an. Nach dem Zweiten Weltkrieg war er von 1946 bis zur Auflösung 1952 Abgeordneter der CDU im Landtag von Württemberg-Baden. Er galt als geschickter Redner.
Klein war bis zu seinem Tod Vorsitzender des Kreisbauernverbands; ab 1947 engagierte er sich auch im Landesbauernverband Württemberg-Baden.
Klein starb an den Folgen eines Verkehrsunfalls.

## Ehrungen
- Dezember 1951: Verdienstkreuz am Bande der Bundesrepublik Deutschland
- Ehrenbürger von Vorbachzimmern[1]

## Trivia
Der Schnellzug von Stuttgart hielt bei seinen Rückfahrten eigens für den Abgeordneten Klein in Vorbachzimmern.